# 마가히인
마가히인은 비하르주와 자르칸드주의 마가드 지방에 거주하는 인도아리아인 민족 집단으로, 일부에서는 힌디어의 방언으로 간주되는 마가히어를 사용한다. 그들의 언어인 마가히어는 비하르주의 10개 구(가야구, 바그푸르구, 파트나구, 제하나바드구, 오랑가바드구, 날란다구, 세이크푸라구, 나와다구, 라키사라이구, 아르왈구)와 자르칸드주의 8개구(하자리배그구, 팔라무구, 차트라구, 코데르마구, 잠타라구, 보카로구, 단바드구, 기리디히구)과 서벵골주의 말다구에서 사용되고 있다.